# IMC-40枪挂榴弹发射器
IMC-40主要被用作同其他单兵武器 （如突击步枪、冲锋枪等，尤其是同为哥伦比亚军事工业公司生产的5.56毫米伽利尔突击步枪AR型和SAR型）搭配使用的附件，从而实现单兵能同时拥有发射5.56毫米子弹和所有40毫米榴弹的能力。

## 设计
IMC-40榴弹发射器作为一款下挂式榴弹发射器，在将其下挂于步枪之下时，不需对榴弹发射器作任何改装，就能通过普通的商用螺钉等转接零件在5分钟之内将榴弹发射器下挂于大多数的突击步枪之下。在材料方面，IMC-40大量使用了高电阻、重量低的航空铝合金。而枪管则是使用高耐用度的、表面经过阳极处理的铝合金，这极大的增强了枪管的使用寿命。尽管IMC-40榴弹发射器在设计时是作为下挂式榴弹发射器使用的，但IMC-40仍可作为独立榴弹发射器使用。